# Вотс бар (језеро)
Вотс бар (енгл. Watts Bar Lake) је вештачко језеро у Сједињеним Америчким Државама. Налази се на територији америчке савезне државе Тенеси. Површина језера износи 158 km².